# Aglaia (filha de Mantineu)
Na mitologia grega, Aglaia (em grego clássico: Ὠκάλεια) foi uma rainha argiva, esposa do rei Abas. Ela era filha de Mantineu e, com seu marido, tornou-se mãe de filhos gêmeos, Acrísio e Preto. Muitas vezes, ela era chamada de Ocaleia ou Ocalea.

## Genealogia familiar
Com seu marido descendendo da linhagem de Ínaco, o pai de Io, neto dos irmãos Dánao e Egito. Seu filho mais novo, Acrísio, seria o avô de Perseu, que assassinaria o avô, depois deste tanto querer fugir da profecia, acidentalmente com uma lança.